# Gibberichthyidae
I Gibberichthyidae sono una famiglia di pesci ossei abissali dell'ordine Stephanoberyciformes. Comprende il solo genere Gibberichthys con due specie.

## Distribuzione e habitat
Gibberichthys pumilus è diffuso nelle regioni tropicali dell'Oceano Atlantico occidentale e G. latifrons si incontra nell'Oceano Indiano e nel Pacifico occidentale. Vivono a profondità abissali tra 400 e 1000 metri. I giovanili si trovano in acque basse, anche a solo 50 metri.

## Descrizione
Questi pesci condividono con la maggioranza degli altri Stephanoberyciformes un aspetto singolare con testa molto grande percorsa da creste ossee. Anche gli occhi e la bocca sono molto grandi. Le pinne ventrali sono poste in posizione subaddominale e sono dotate di un raggio spinoso. Alcuni raggi spinosi semiliberi sono posti davanti alle pinne dorsale, anale e caudale. La vescica natatoria è in parte occupata da un deposito adiposo. Le scaglie sono cicoidi. Sono presenti delle linee verticali di papille sensoriali sui fianchi lungo la linea laterale.
Sono pesci di piccola taglia, la misura massima di 13 cm è raggiunto da Gibberichthys latifrons.

## Specie
- Genere Gibberichthys
  - Gibberichthys latifrons
  - Gibberichthys pumilus[2]